# Långnäs, Lumparland
Långnäs är en hamn på Åland som ligger på en halvö i Lumparlands kommun. Avståndet till Mariehamn är cirka 30 kilometer. Långnäs hamn drivs av ett aktiebolag som ägs av Ålands landskapsregering. Hamnen ligger invid den livligt trafikerade farleden mellan Mariehamn och Skiftet.

## Linjetrafik
Från Långnäs går Ålandstrafikens södra linje till Galtby (med förbindelse vidare till finska fastlandet) via Överö, Sottunga, Husö, Kyrkogårdsö och Kökar. Tvärgående linjen går från Långnäs till Snäckö på Kumlinge via Överö och Sottunga.
Rederi Ab Lillgaard trafikerar mellan Långnäs och Nådendal med lastfärjan M/S Fjärdvägen. Rederierna Viking Line och Silja Line använder nattetid Långnäs som alternativ till Mariehamn för den tidssnäva rutten Åbo–Åland–Stockholm. Rederiet Finnlines trafikerar rutten Nådendal–Långnäs–Kapellskär. För fartyg i trafik mellan två EU-länder möjliggör ett anlöp på Åland, som står utanför EU:s skatteunion, taxfreeförsäljning ombord.

## Historik
Långnäs har sedan 1920-talet används som hamn för skärgårdstrafiken.
I början av 1960-talet lät Siljarederiet köpa mark och uppförde 1965 en färjeterminal efter ritningar av arkitekt Bengt Lundsten. Terminalbyggnaden, eller färjepaviljongen, var en stor glasmonter i futuristisk stil som hängde i stålvajrar från två bärande bågar. Den har omtalats i såväl nationella som internationella arkitektursammanhang. Trafiken på Långnäs som inleddes kort därefter varade endast till 1975 varefter terminalen stängdes. Silja Line sålde hamnen till Lumparlands kommun och terminalen läts förfalla för att slutligen rivas 1993.
Långnäs Hamn Ab bildades 1988 i samband med att Lumparlands kommun köpte hamnanläggningen av Silja Line. Långnäs var första hamn i Finland att drivas som aktiebolag. Man hade bland annat visioner om en oljehamn och att tjäna färjeindustrin som då var i högkonjunktur. Viljan var större än förmågan i kommunen och 1992 köptes samtliga aktier i hamnbolaget av landskapsstyrelsen. 1993 inledde Rederi Ab Lillgaard trafik från Långnäs till Nådendal.
Efter EU-inträdet 1995 och det åländska skatteundantaget inom unionen aktualiserades en utbyggnad av hamnen.
En andra djupkaj och en enklare terminalbyggnad byggdes för att kryssningsfärjorna mellan Åbo och Stockholm skulle hinna anlöpa Åland i båda färdriktningarna. Vilket de började göra 1 juli 1999, samma dag som de nya reglerna för taxfreeförsäljning inom EU trädde i kraft.